# Lefa (Sprache)
Lefa (auch Balom, Fak und Lefa’) ist eine Bantusprache und wird von circa 10.000 Menschen in Kamerun gesprochen.
Sie ist im Département Mbam-et-Inoubou in der Region Centre verbreitet.

## Klassifikation
Lefa ist eine Nordwest-Bantusprache und gehört zur Bafia-Gruppe, die als Guthrie-Zone A50 klassifiziert wird.
Sie hat die Dialekte Cama (auch Tempanye), Tingong und Letia.